# دوروثی یونک
دوروثی یونک (انگلیسی: Dorothy Uhnak؛ ۲۴ آوریل ۱۹۳۰ – ۸ ژوئیه ۲۰۰۶) رمان‌نویس، نویسنده آمریکایی و به مدت ۱۴ سال کارآگاه پلیس در اداره پلیس حمل و نقل شهر نیویورک بود.
او دانش‌آموختهٔ سیتی کالج نیویورک بود و در سال ۱۹۶۹ میلادی، بابت یکی از آثارش برندهٔ جایزه ادگار شد.
از فیلم‌ها یا مجموعه‌های تلویزیونی که وی در آن‌ها نقش داشته است، می‌توان به کریستی لاو را خبر کن! اشاره نمود.